# ولیکا سلویکا
ولیکا سلویکا (اسلوونیایی: Velika Slevica) یک زیستگاه انسانی در اسلوونی است که در Velike Lašče Municipality واقع شده‌است.

## خصوصیات
ولیکا سلویکا ۱٫۱۴ کیلومترمربع مساحت و ۶۰ نفر جمعیت دارد و ۶۱۰٫۹ متر بالاتر از سطح دریا واقع شده‌است.